# Запикивание
Запикивание (англ. Bleep censor) — это замена ненормативной лексики или секретной информации звуковым сигналом (обычно этим: 1000 Hz toneо файле) на радио, телевидении или в кино.

## Использование

Визуальное запикивание

Запикивание используется в течение многих лет как средство цензуры телевизионных программ для удаления контента, который не считается подходящим для семейного, дневного, широковещательного или международного просмотра, а также для безопасности конфиденциальной секретной информации. Запикивание представляет собой программный модуль, управляемый вручную техником вещания. Запикивание иногда сопровождается цифровым размытием или рамкой над ртом говорящего в тех случаях, когда удаленная речь всё ещё может быть легко понята считыванием губ.
На субтитрах ругательные слова обозначаются "(...)" или переносятся (f—k), а иногда буквы ругательного слова заменяются на звёздочки или другие символы ( ****, f***, f**k, f*ck, f#@k, f#@%). Символы используемые для обозначения цензуры в тексте (#, $, *, %) называются grawlixes.
Запикивание используется в комедиях (для юмора), документальных фильмах, новостных програмах, а также в реалити-шоу, телеиграх и дневных/ночных ток-шоу, где идентифицирующая информация, такая как возраст, фамилии, адреса, родные города, номера телефонов будут приглушаться или скрываться для поддержания частной жизни субъекта.
В Великобритании в соответствии с руководящими принципами Ofcom в телевизионных и рекламных роликах не разрешается использовать запикивание для затемнения ругательных слов.
В США с 2004 по 2010 год действовал правительственный указ, запрещающий сквернословить в эфире. Указ был принят после того, как лидер популярной группы U2 Пол Хьюсон выругался матом во время церемонии вручения премий «Золотой глобус». Но спустя несколько лет, в июле 2010 года Апелляционный суд США признал неконституционным запрет на мат в эфире.
В России и странах постсоветского пространства после распада СССР в 1991 году на телевидении и радио стало активно практиковаться цензурирование слов при помощи однотонного звука, перекрывающего звучание нецензурного слова. В России использование звукового сигнала в качестве маскировки нецензурных слов очень распространено в материалах СМИ, поскольку действующая редакция Федерального закона «О средствах массовой информации» от 27.12.1991 № 2124-1 запрещает использование СМИ для распространения материалов, содержащих нецензурную брань. Запрет на нецензурную брань в СМИ был введён в апреле 2013 года.